# Cantone di Baignes-Sainte-Radegonde
Il Cantone di Baignes-Sainte-Radegonde era una divisione amministrativa dell'arrondissement di Cognac.
A seguito della riforma approvata con decreto del 20 febbraio 2014, che ha avuto attuazione dopo le elezioni dipartimentali del 2015, è stato soppresso.

## Composizione
Comprendeva i comuni di:
- Baignes-Sainte-Radegonde
- Bors (Baignes-Sainte-Radegonde)
- Chantillac
- Condéon
- Lamérac
- Reignac
- Le Tâtre
- Touvérac